# Cirkusz

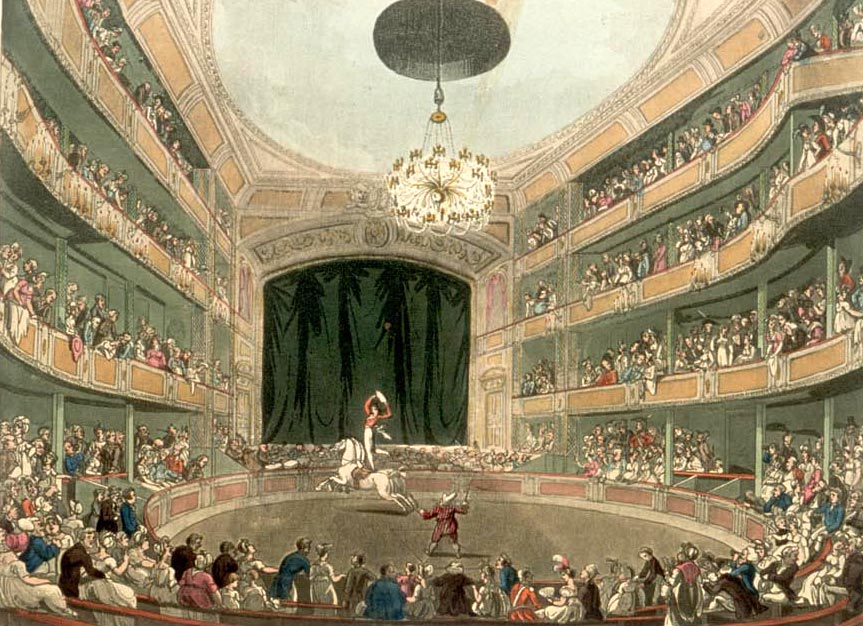
Az Astley's Amphitheatre Londonban (1808)

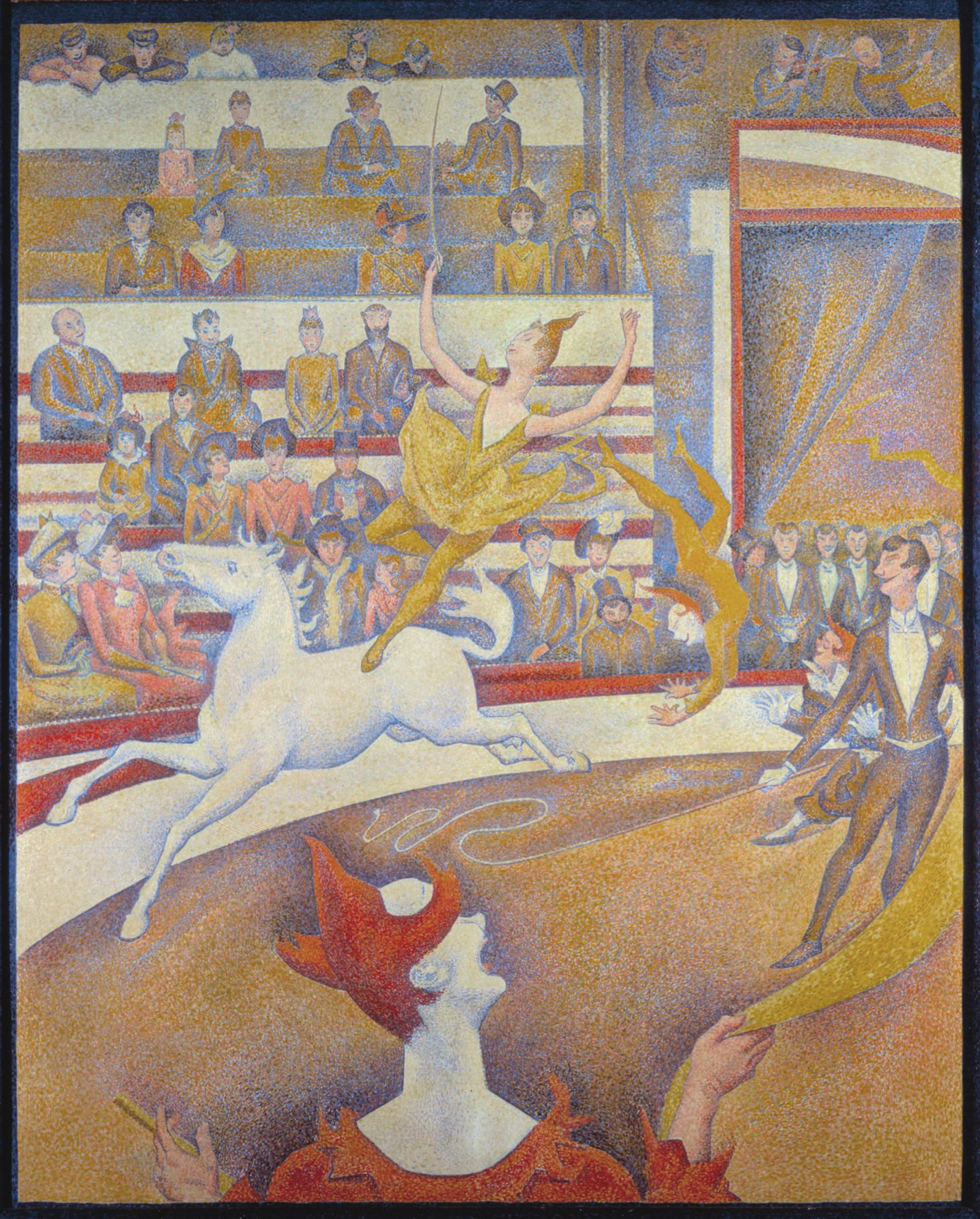
A cirkusz. Georges Seurat festménye (1891)

A cirkusz eredetileg vándormutatványos csoportok kerek fellépő sátrát és műsorát jelentette. Jelenleg egy nagy hagyományokkal rendelkező előadó-művészeti ág.

## Története
A modern cirkusz 1769-ben született meg, Londonban, amikor Philip Astleynek az az ötlete támadt, hogy néhány akrobatikus mutatvánnyal, például erőművészekkel és kötéltáncosokkal együtt lovasgyakorlatokat mutassanak be egy lovaglóiskolában, melyet tíz évvel később széksorokkal vett körül, és Astley Royal Amphiteator of Arts-nak nevezett el.
Az Amerikai Egyesült Államokban a cirkusz 1778-ban született meg Philadelphiában, fénykorát pedig a Barnum Cirkusz jelentette, amely Buffalo Bill lovaglóművésszel hódította meg a világot. 1793-ban John Ricketts is létrehozott egyet. Az előadásokat külön erre a célra épített épületekben mutatták be. Később azután sátrakban fellépő vándorcirkuszok is kialakultak, mint például a Barnum & Bailey Cirkusz.
Franciaországban a császárság bukása után sok leszerelt lovaskatona vett részt ilyen bemutatókon, majd Franconi (1737-1836) megnyitotta az Olimpiai Cirkuszt.
Párizsban a Napóleon Cirkusz, mai nevén Cirque d’Hiver, amelyet 1852-ben Dejean alapított, különféle állatmutatványokkal szórakoztatta a lovasszámokért lelkesedő közönséget. Az első nagy állatsereglet (menazséria) 1870-ben tűnt fel Angliában. 1914 után már vadállatmutatványok tették híresebbé az Amar, a Pinder és a Bouglione nevű cirkuszokat. 1960 körül az állatvédő egyesületek támadni kezdték az állatidomítást.
Budapesten az első állandó cirkuszt Barocaldi olasz artista hozta létre, a másodikat Wulf Ede német-holland cirkuszigazgató létesítette a századfordulón. A hullámbádogból készült cirkuszépületet 1895-ig vezette Wulf. A Városi Cirkuszt 1904-től Beketow Mátyás, 1935-től Fényes György vezette. Ekkor lett a neve Fényes Cirkusz. Az épületet 1966-ban lebontották.
A Fővárosi Nagycirkusz mai épülete 1971 óta működik folyamatosan a Városligetben.

## A régi cirkuszok

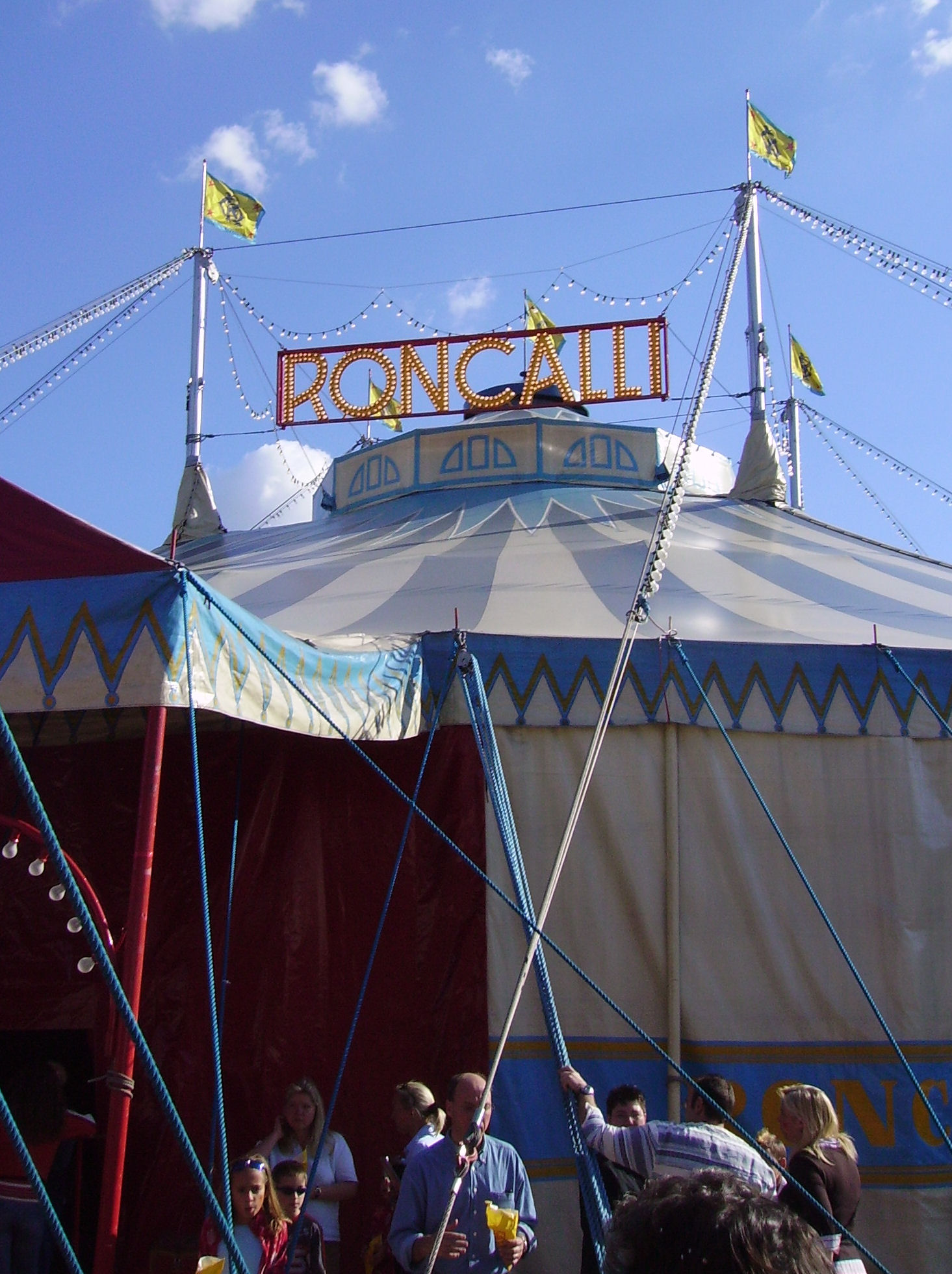
A Roncalli Cirkusz bejárata

Fő attrakciója a nyereg nélküli lovaglás és az oroszlánszelídítés volt.

## Mai cirkuszok

### Hagyományos cirkusz
Ma a cirkusz a családi szórakozás egyik népszerű formája, kötéltáncosok, zsonglőrök, bohócok, bűvészek, állatidomárok stb. lépnek porondra. Philip Astley fedezte fel, hogy a ló hátán végzett mutatványokhoz 12,8 méter (42 láb) átmérőjű terület a legalkalmasabb, azóta tekintik ezt a méretet a porondok általános méretének.
Bizonyos vélemények szerint a mai cirkuszokban az állatok tartási körülményei állatkínzásnak minősülnek. Ennek ellenére (egyes állatvédő szerveztek szerint) egyelőre nincs megfelelő szabályozás a cirkuszok számára az állatok tartását illetően.

### Kortárs Cirkusz
- Cirque du Soleil, (kanadai)
- Recirquel, (magyar)

## Cirkuszos dinasztiák
A cirkusz világában is léteznek dinasztiák. A legismertebb nevek: Ali Amar, Alfred Court, Carl Hagenbeck, Louis Knie, Frimin Bouglione, Martin, Orfy, Myer, Chipperfield stb. Híres magyar bohóc-artista család az Eötvös-dinasztia.
Világhírű magyar cirkuszos családok: Antalek, Axt, Ádám, Brabanti, Czirják, Csapó, Dittmár, Donnert, Kludszky, Eötvös, Gazdag, Hergott, Jurnyik, Katona, Krai, Krateyl, Liebl, Lorch, Merkl, Németh, Picard, Richter, Sallai, Schlingloff,Vargas,Schneller, Wertheim, Hegedűs.

## Műsorszámok
| - Akrobatika - Orosz rúd - Kínai rúd - Lovas akrobatika - Erőemelő - Karikaugrók - Rúdtánc - Cyr kerék - Gördülő kerék - Halálkerék - Ugródeszka - Állatidomítás - Bohócok: Minden bohóc külön összetéveszthetetlen egyéniség. Nevetséges ruhájukkal és festett arcukkal sajátos szerepük van. Vannak közöttük zenebohócok, akrobaták, pantomimesek, komédiások, és vannak, akik a zsonglőrködéshez is értenek. Az angol Joseph Grimaldi 19. századi bohóc (becenevén Joey) öröksége a fehér arcfestés. - Fehér bohóc - Augusztus - Bűvészet - Egyensúlyozás - Egykerekű - Kötéltánc - Gólyaláb - Biciklin - Székeken - Rúdegyensúlyozás - Kézegyensúlyozás - Fakír - Hajlékonyság - Hasbeszélés - Hulahopp - Komikus - Légtornász - Élő-ágyúgolyó - Tissue - Trapéz - Lengő trapéz: Művészeinek tizedmásodpercnyi pontossággal kell végrehajtaniuk a levegőben a szaltókat és ugrásokat. Ezt a merész mutatványt a francia Jules Léotard mutatta be először, 1859-ben. - Szóló / duó trapéz - Karika - Kötél - Gurtni - Zsonglőrködés - Labdákkal, buzogányokkal, karikákkal - Kalapokkal, szivardobozokkal - Lasszóval - Meteorral - Ördögbottal - Tűzzsonglőr | - Erőemelők Budapesten az Erzsébet téren - Gólyalábasok az Ünnepi Könyvhéten - Bohóc - jelenet a Hottentotta című cirkuszszínházi előadásból - Kínai rúd - Orosz rúd - Biciklin egyensúlyozók - Karikaugró akrobaták - Cry kerék - Halálkerék - Hajlékonyság - Hulahopp - Tissue - Duó Trapéz - Zsonglőrködés szivardobozokkal - Zsonglőrködés karikákkal - Magyar tűzzsonglőrök: a Flame Flowers csapat |

## Képek

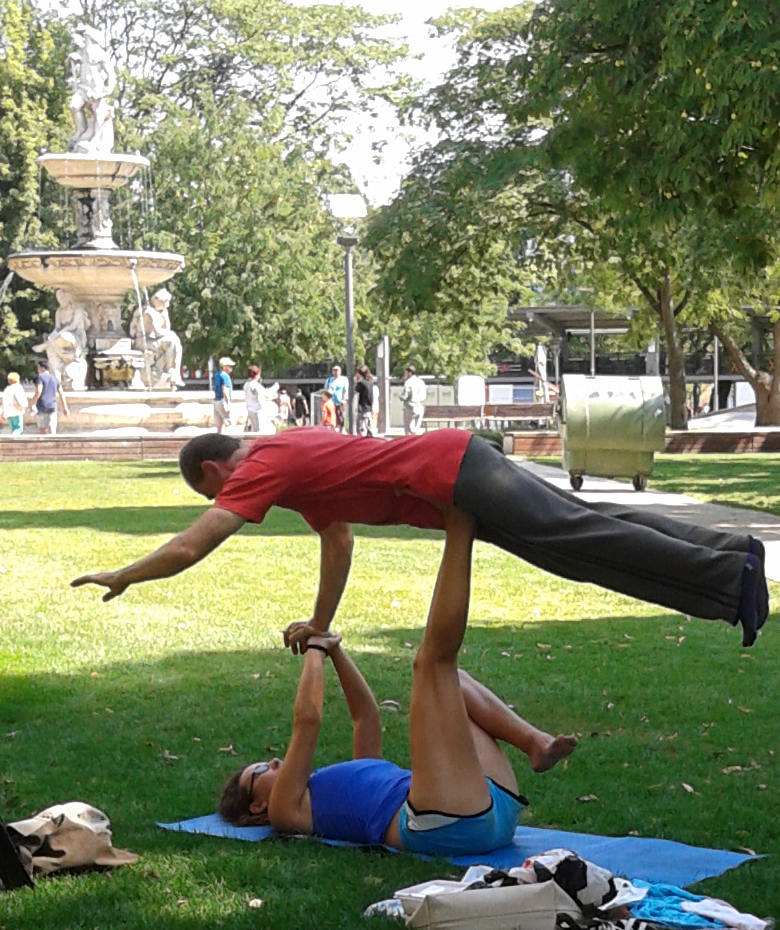
Erőemelők Budapesten az Erzsébet téren
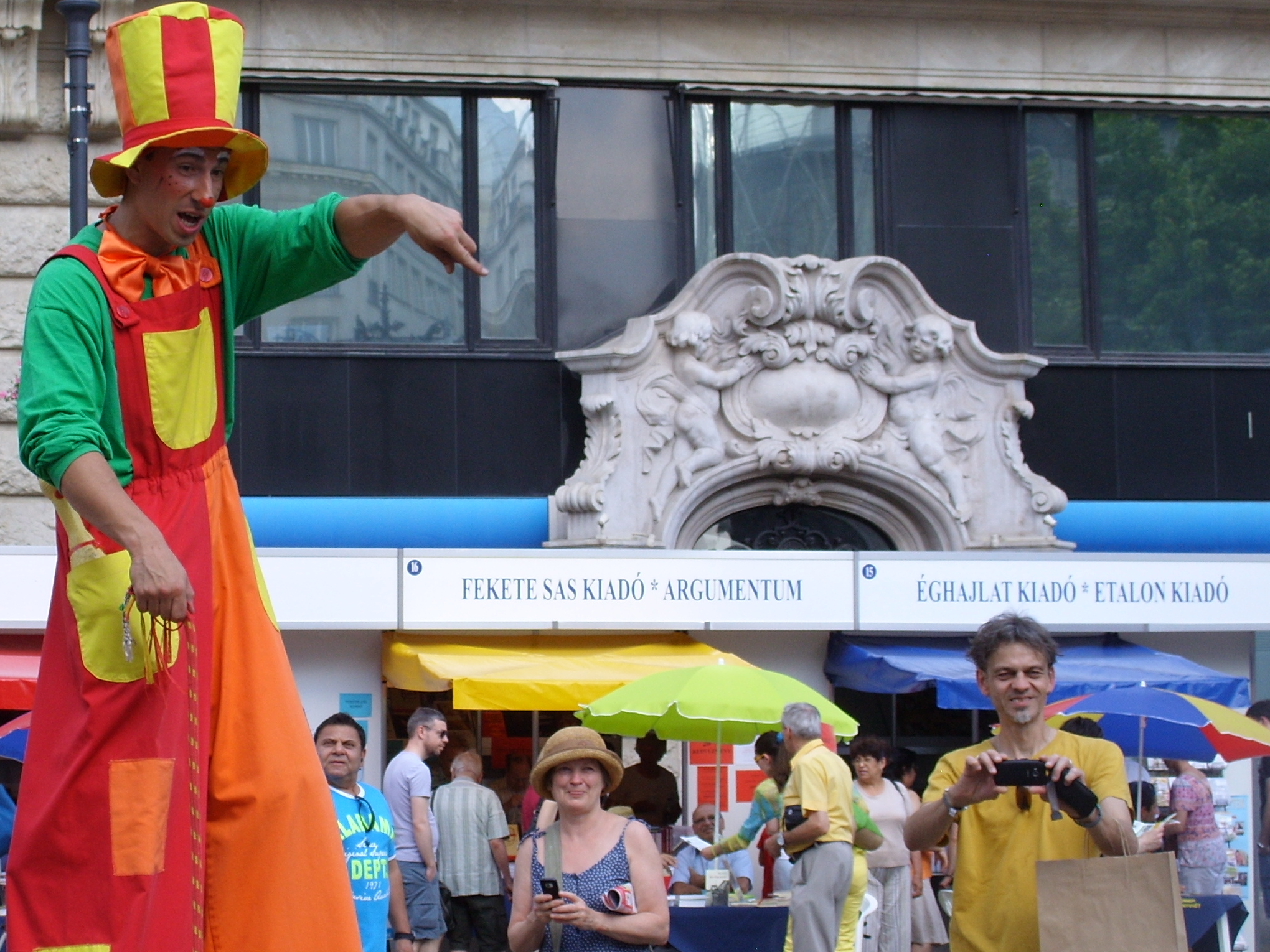
Gólyalábasok az Ünnepi Könyvhéten
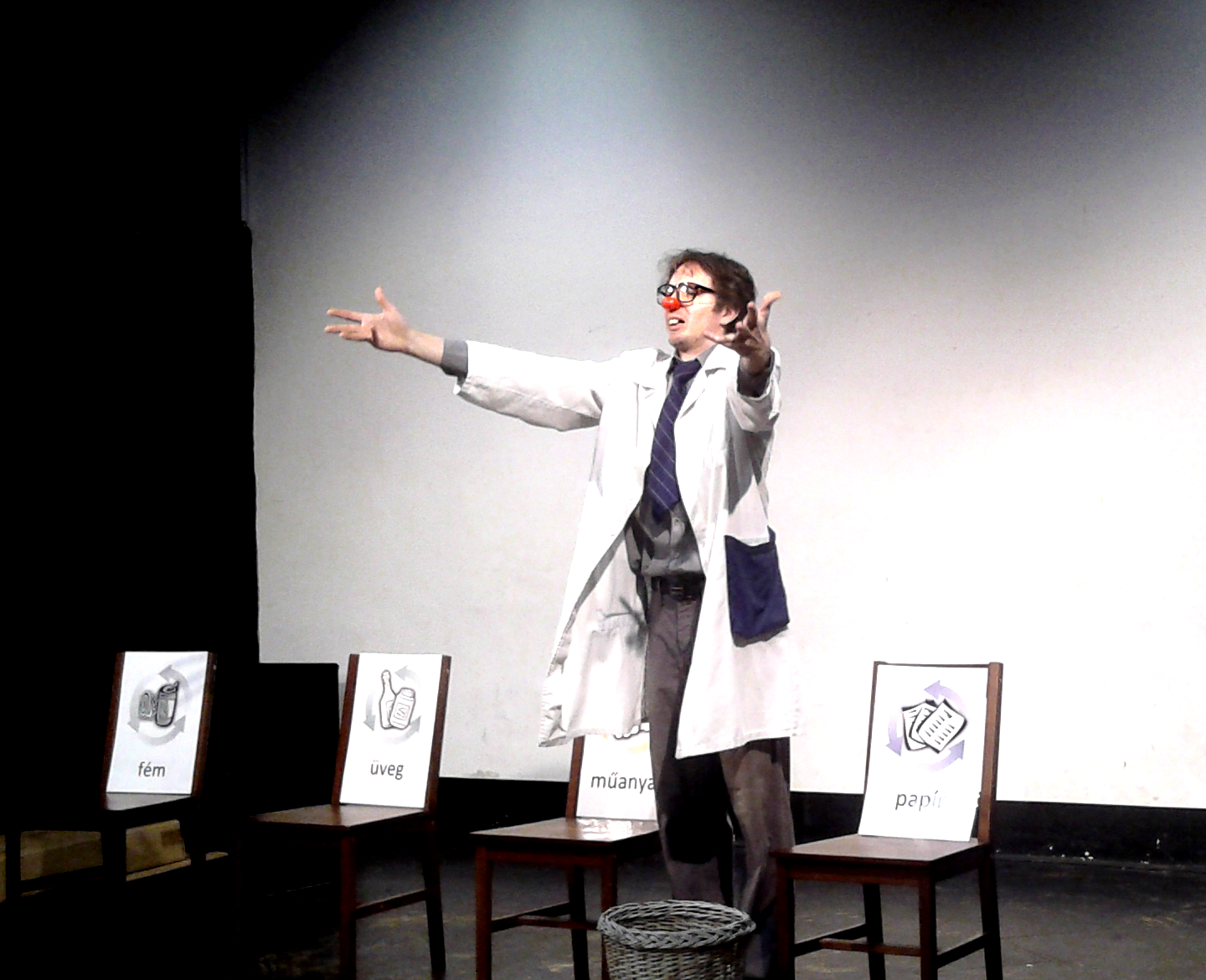
Bohóc - jelenet a Hottentotta című cirkuszszínházi előadásból
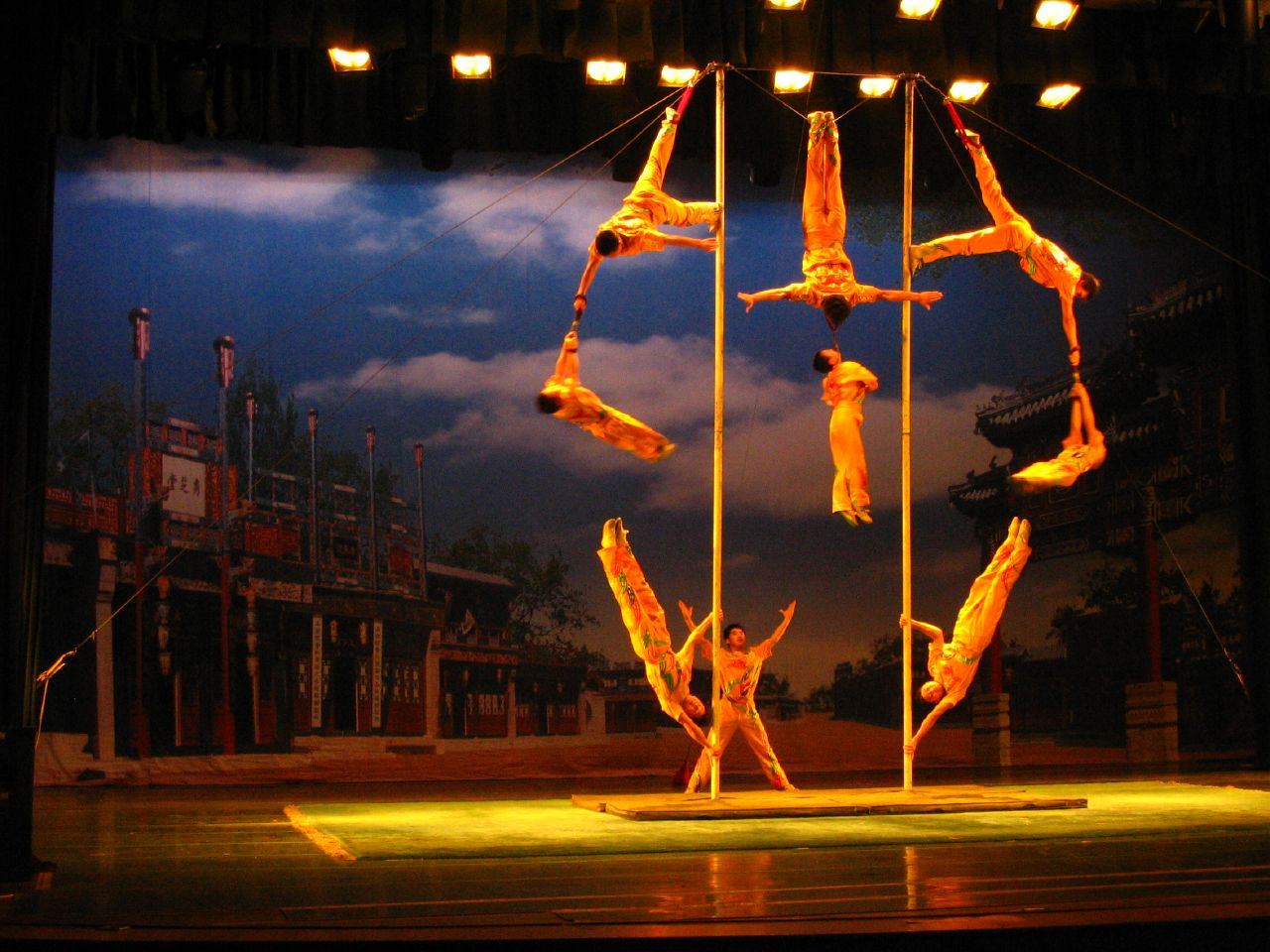
Kínai rúd
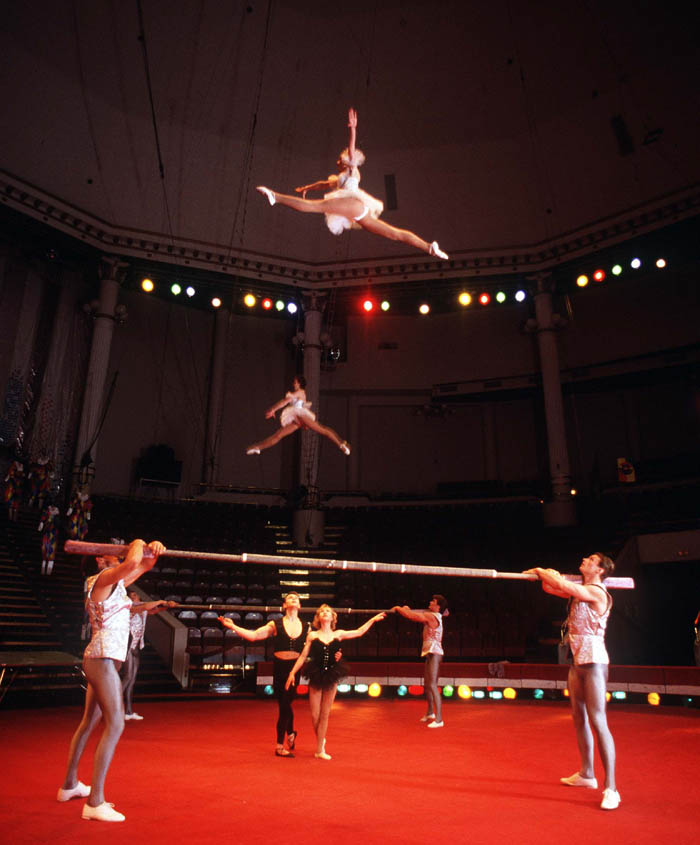
Orosz rúd
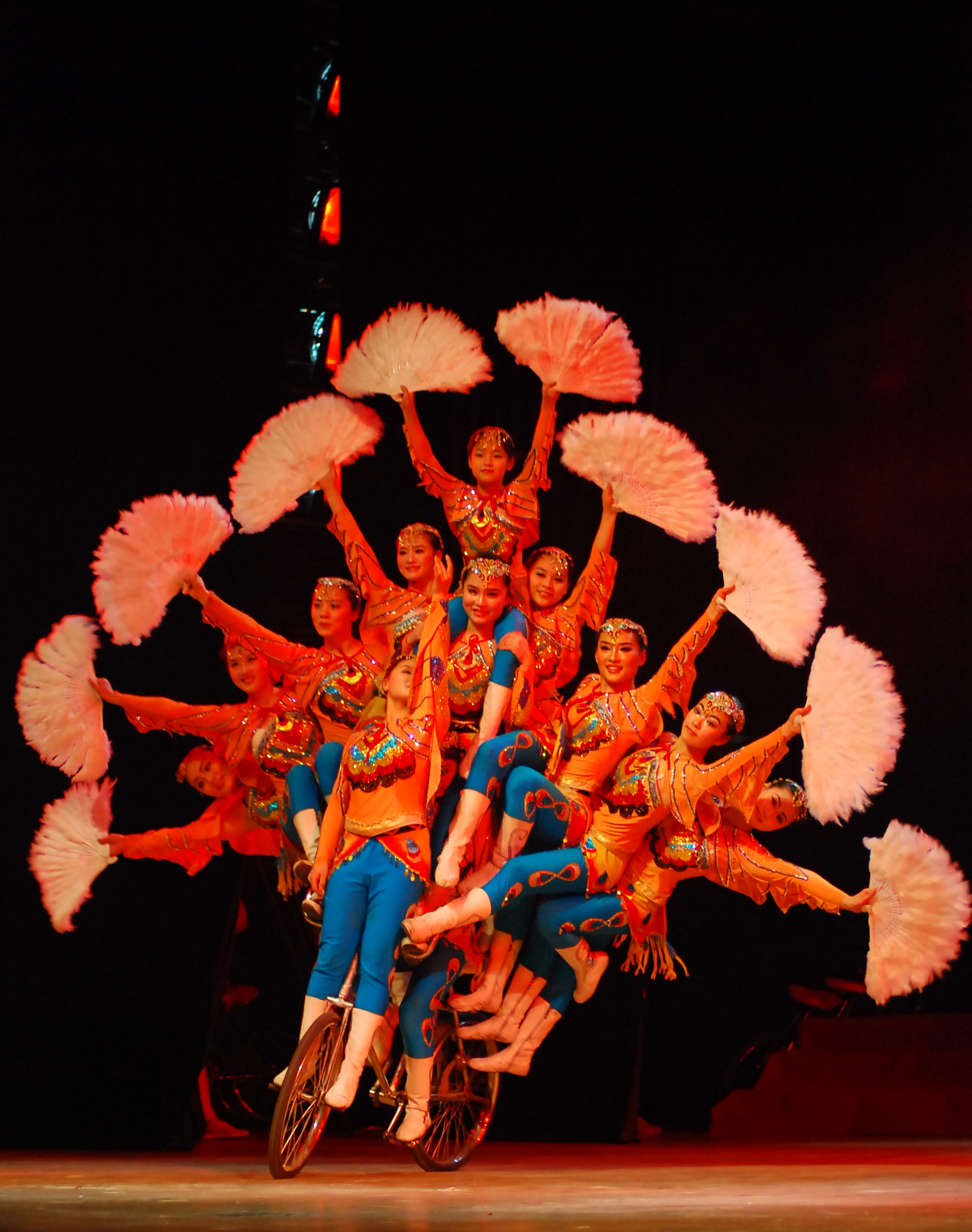
Biciklin egyensúlyozók
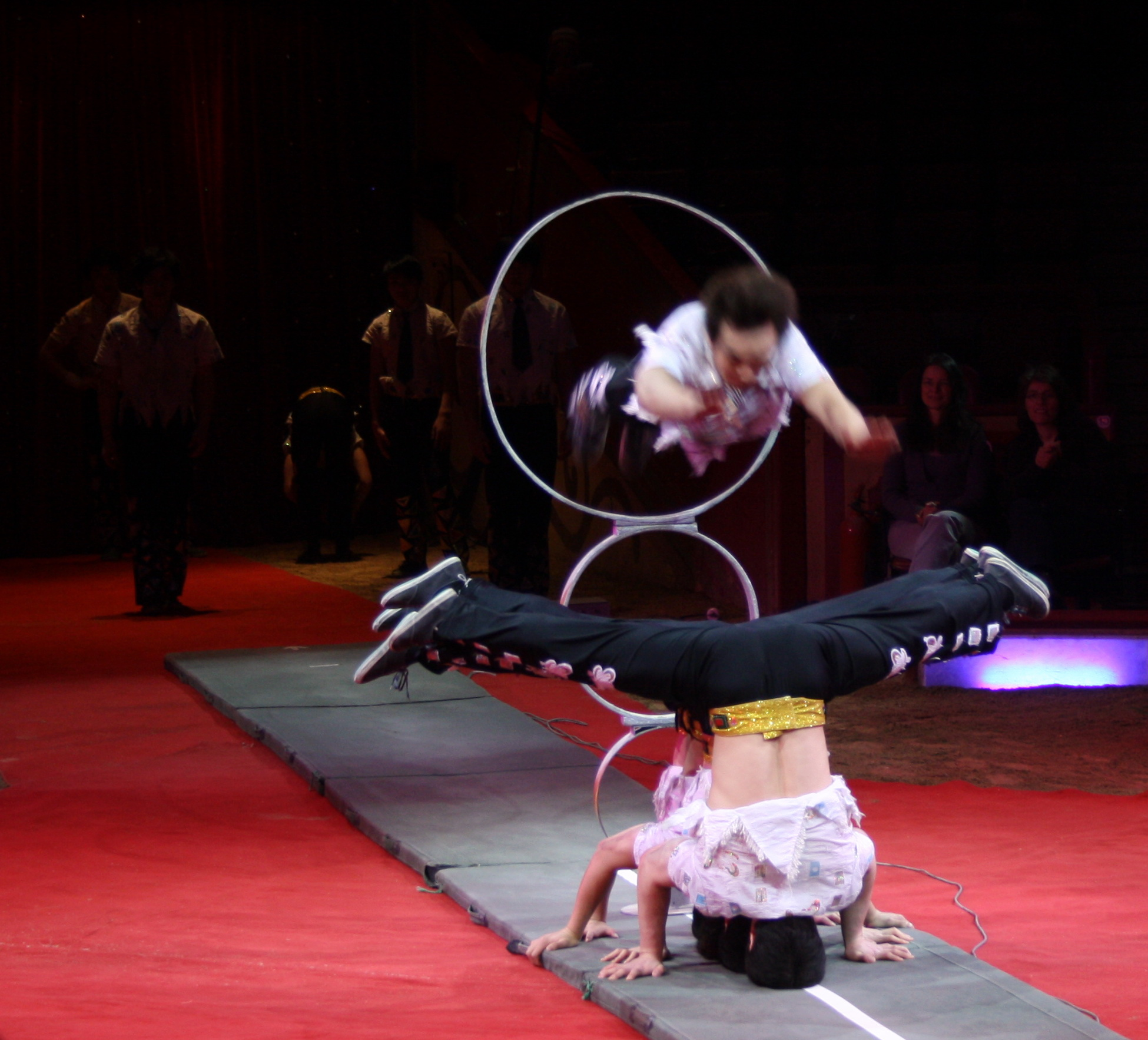
Karikaugró akrobaták
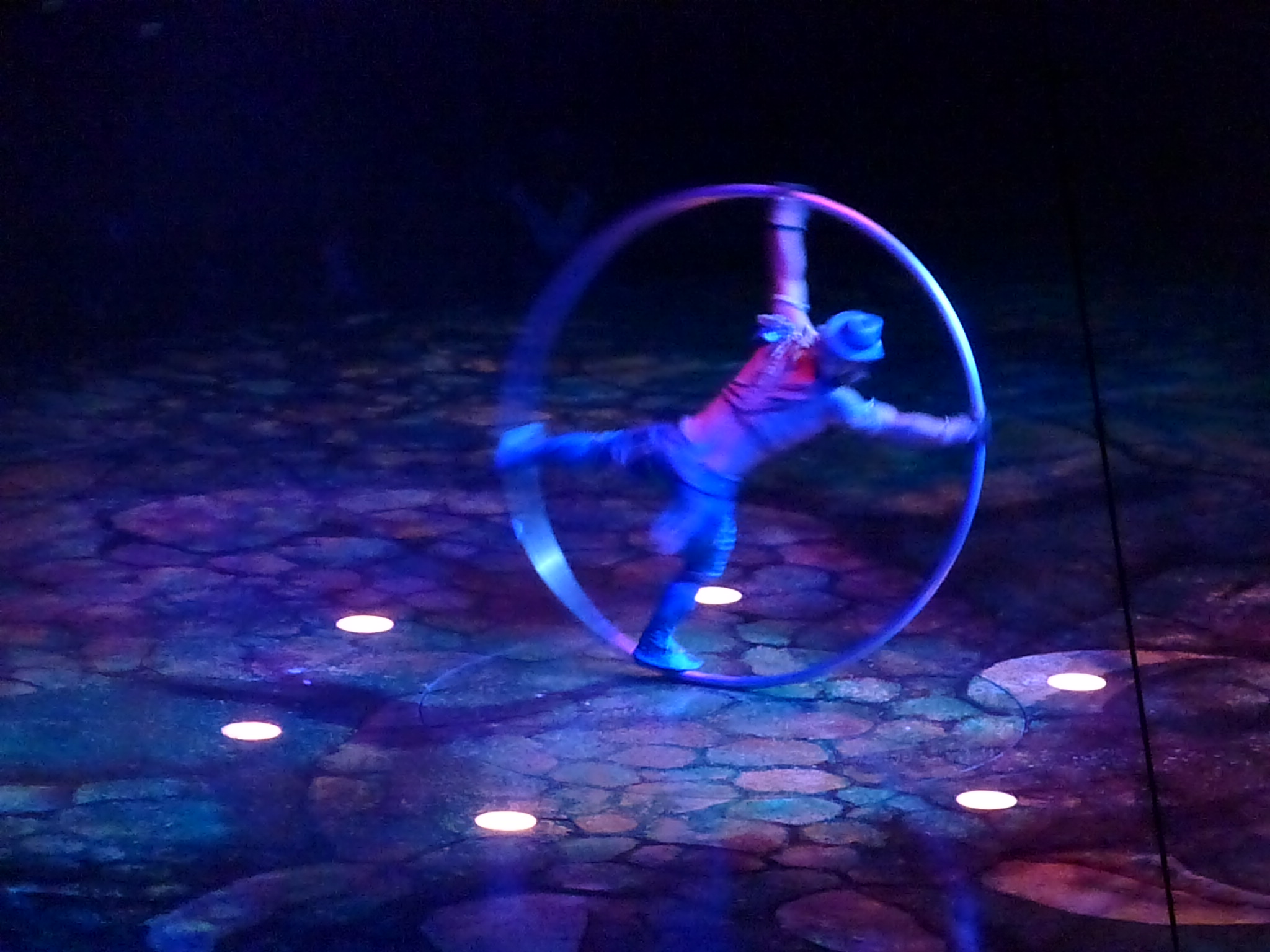
Cry kerék
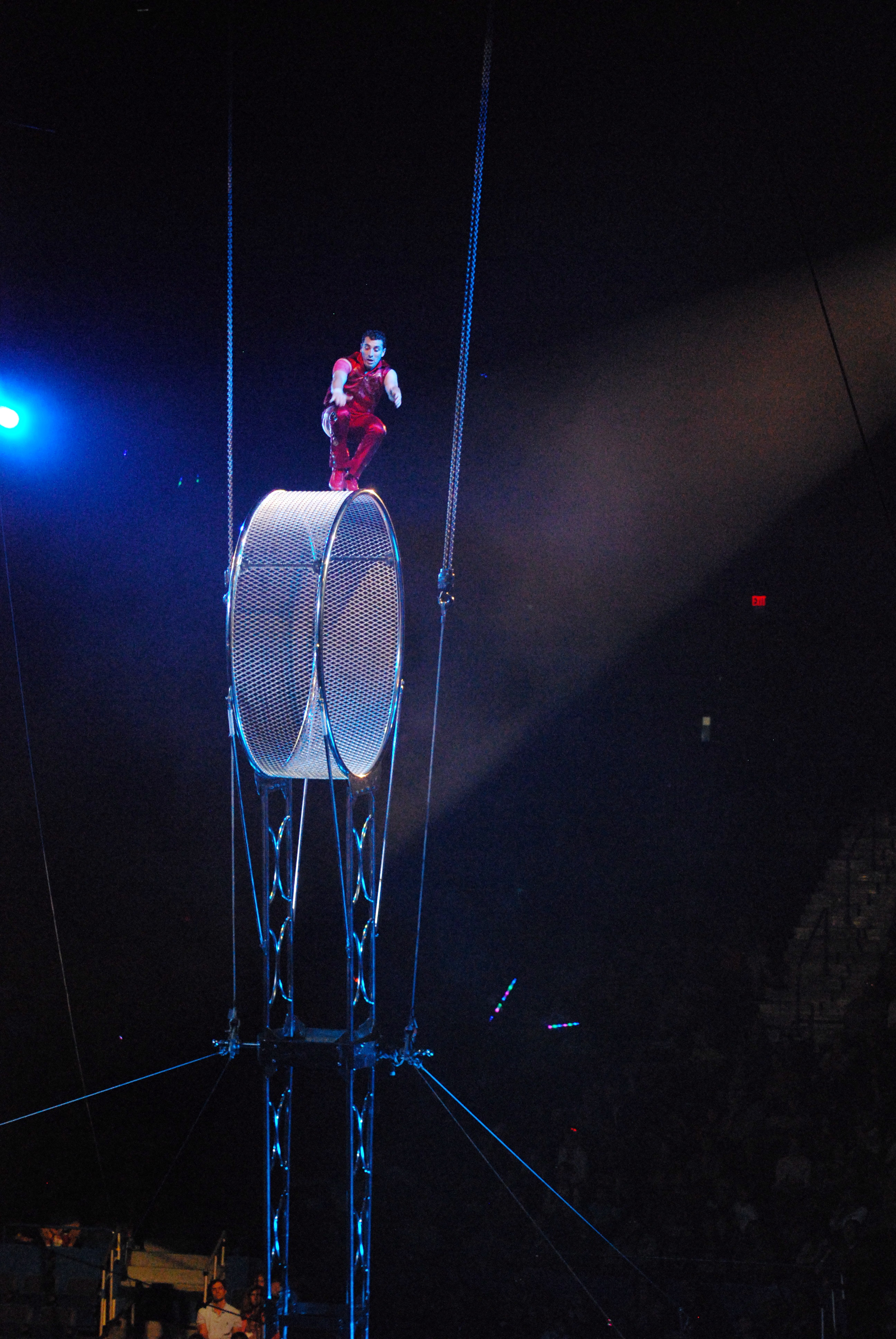
Halálkerék
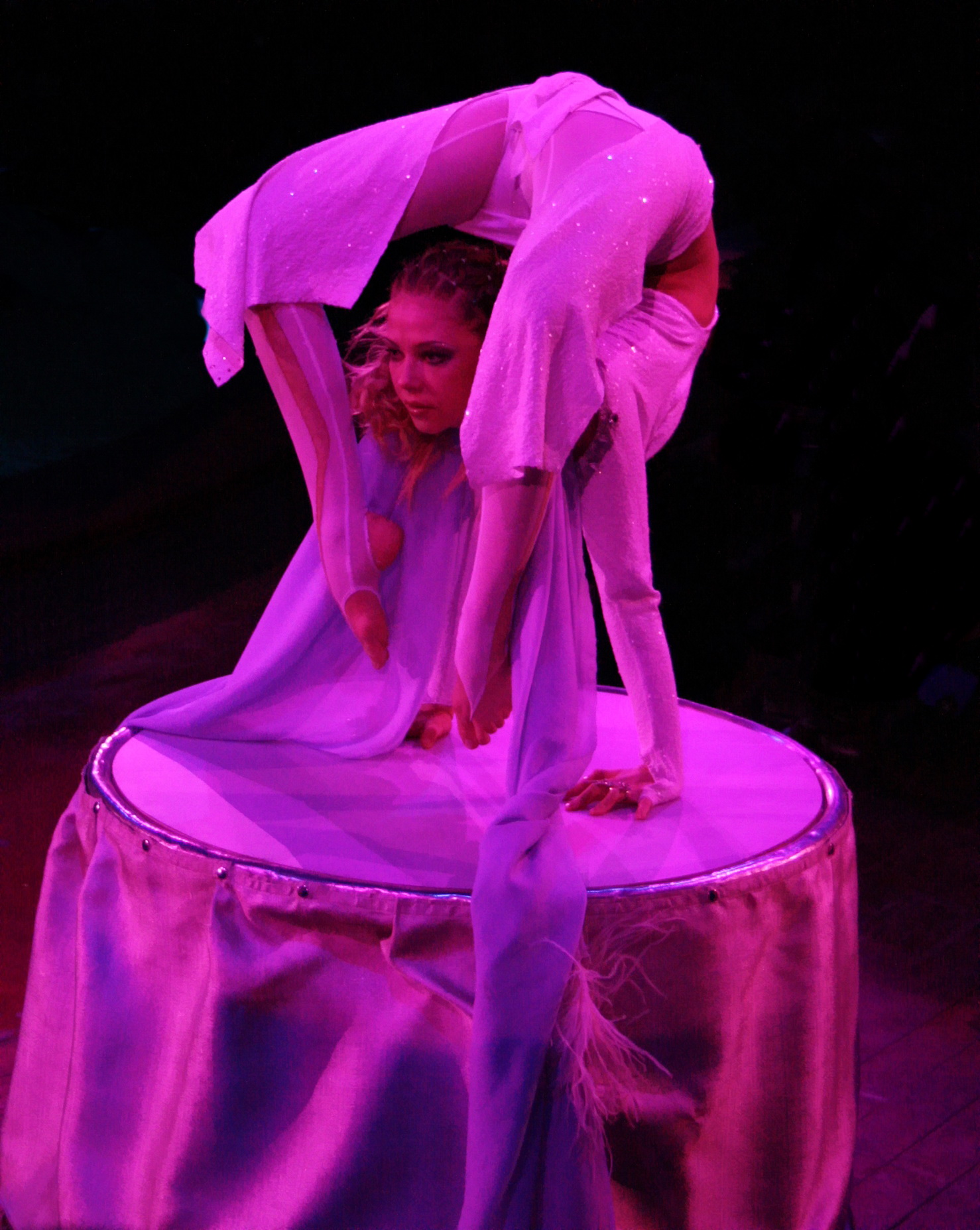
Hajlékonyság
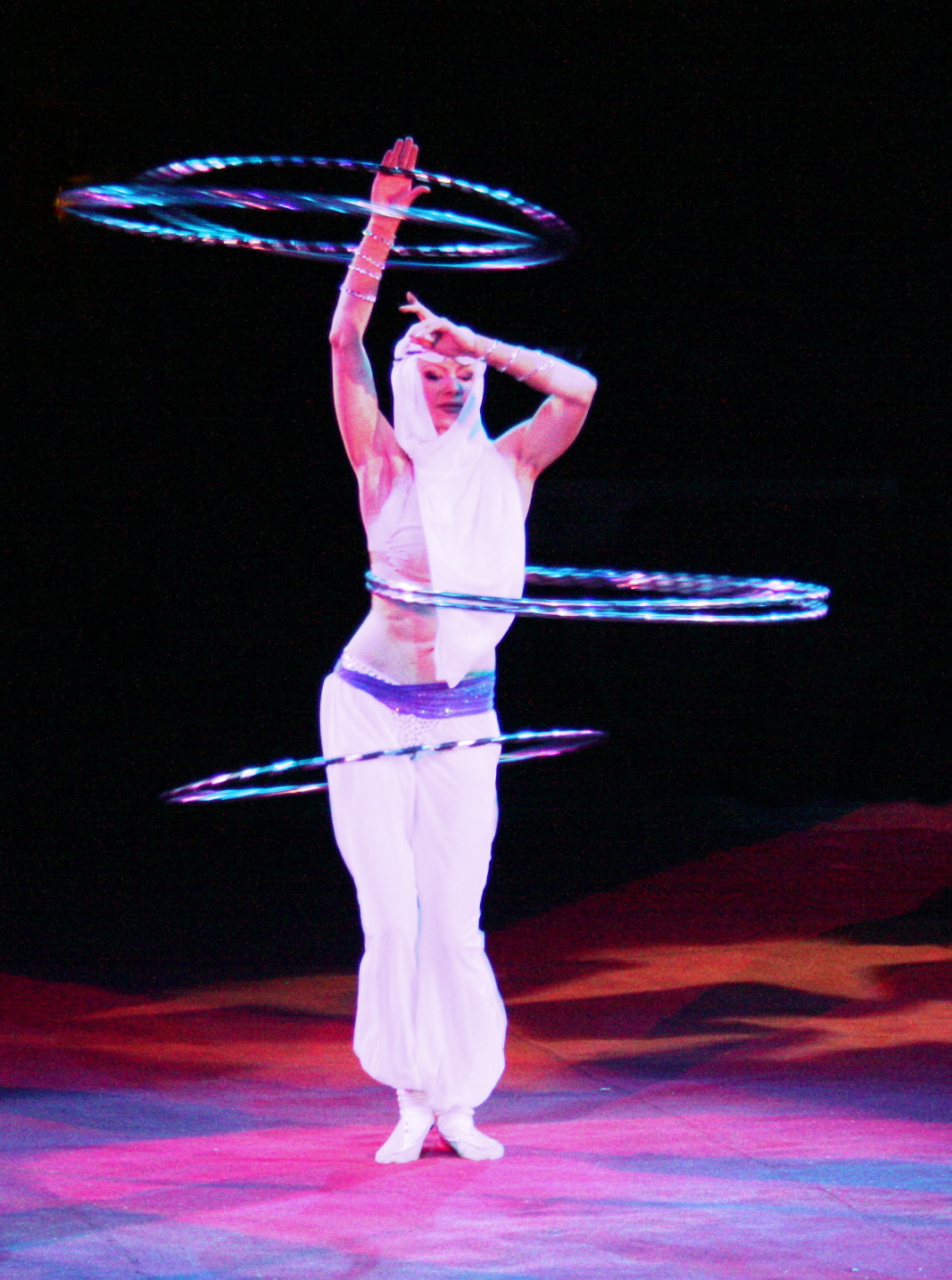
Hulahopp
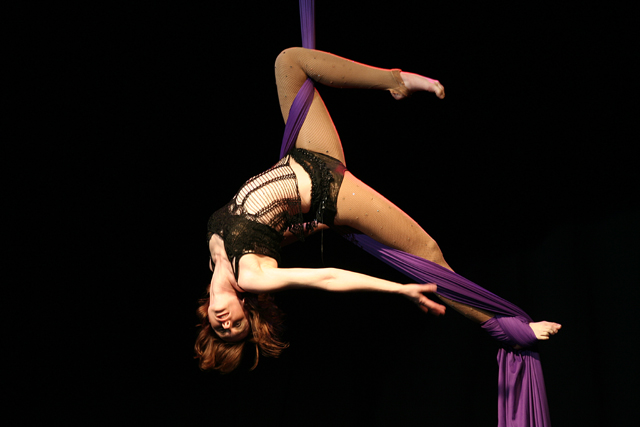
Tissue
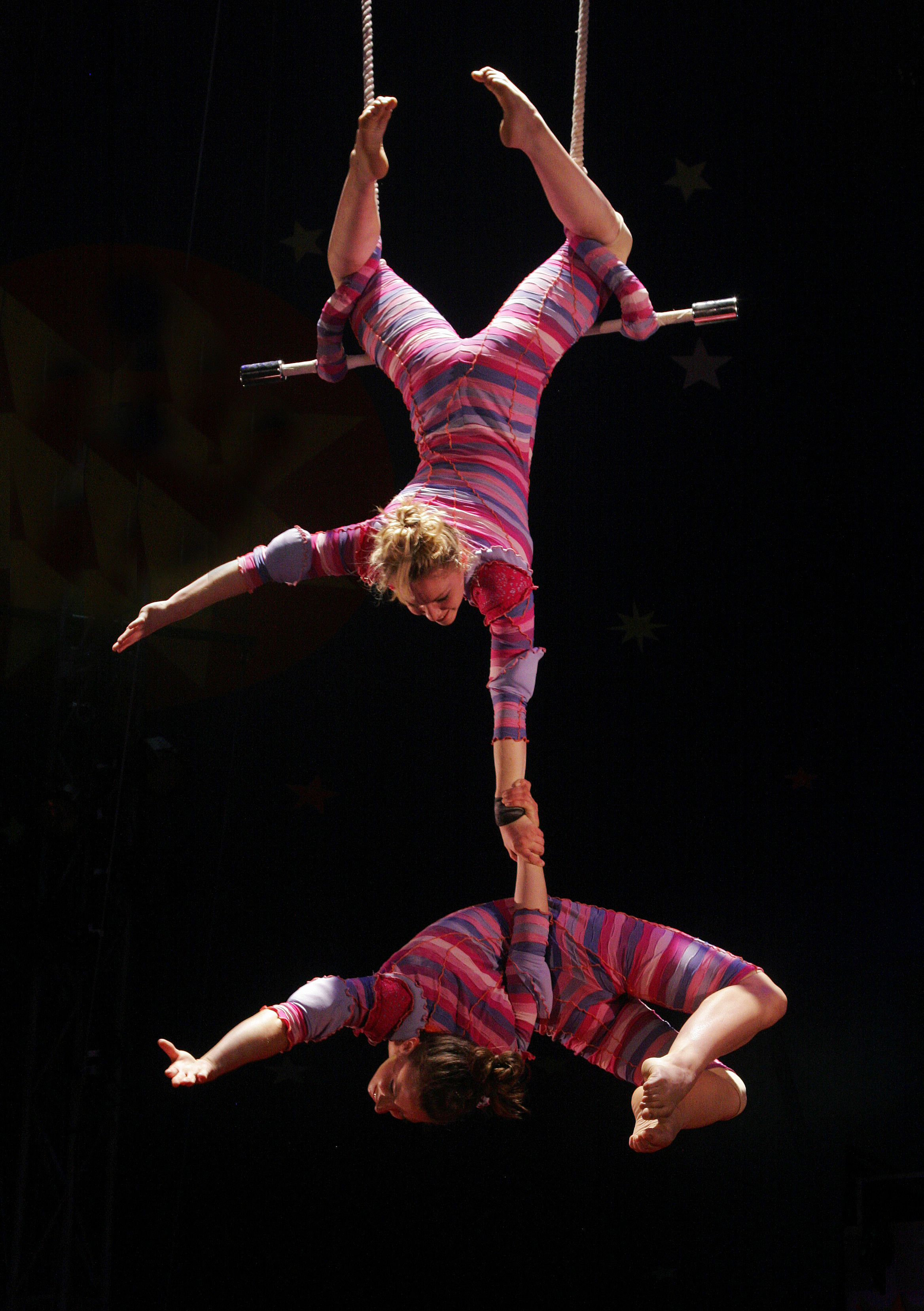
Duó Trapéz
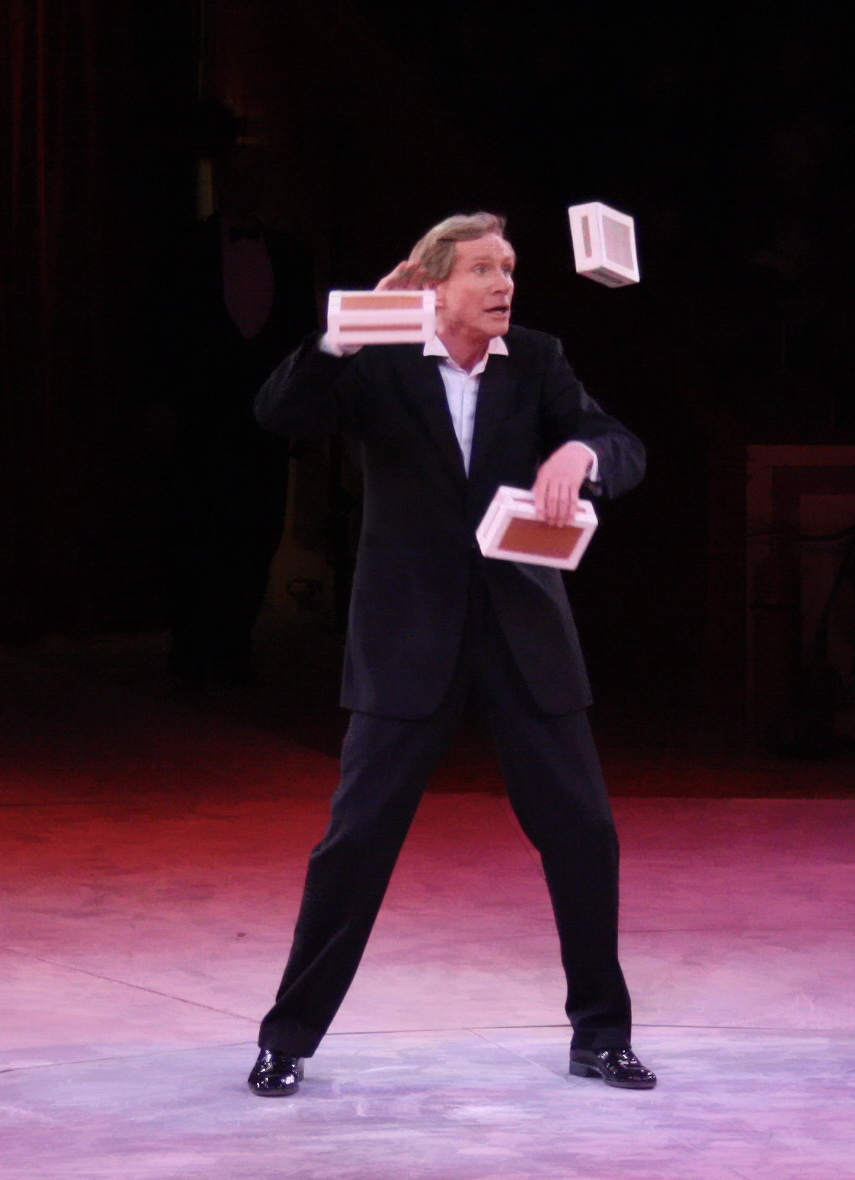
Zsonglőrködés szivardobozokkal
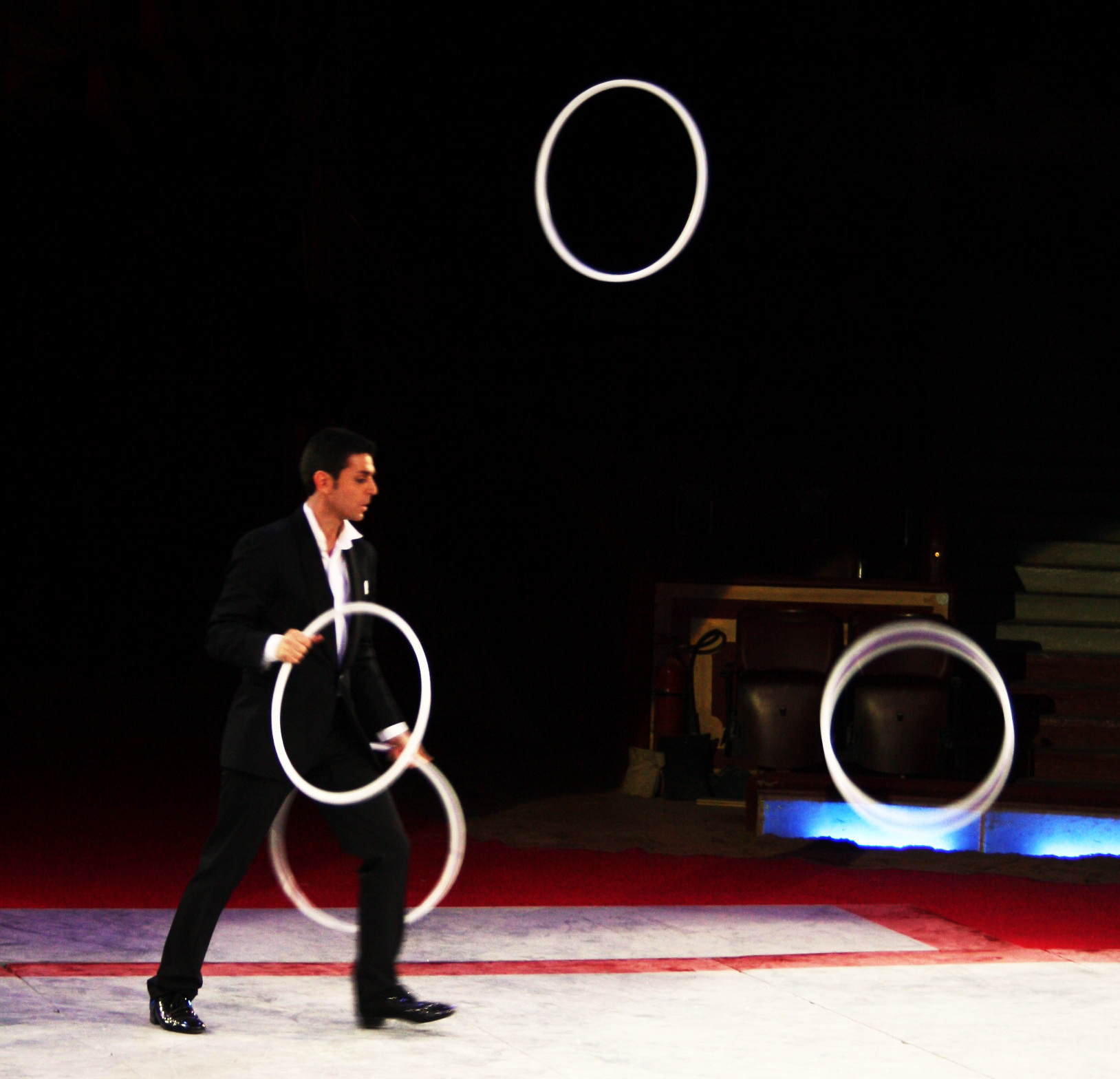
Zsonglőrködés karikákkal
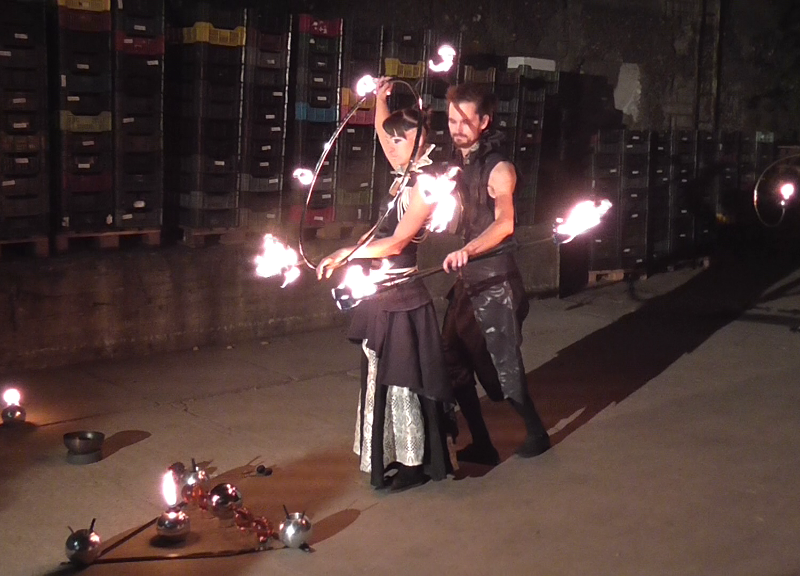
Magyar tűzzsonglőrök: a Flame Flowers csapat

## Zenék
- Gladiátor induló
- Florentiner March

Nem tudod lejátszani a fájlt?
Az egyik legismertebb, cirkuszhoz kötődő zene a Gladiátorok bevonulása (Vjezd gladiátorů), melynek szerzője Julius Arnost Wilhelm Fučík katonazenekari karmester és zeneszerző, aki a 19-20 század fordulóján, Csehországban élt.

## Híres cirkuszok listája
- Magyar Nemzeti Cirkusz
- Eötvös Cirkusz
- Cirque du Soleil
- Cirque d’Hiver Bouglione
- Ringling Bros. és Barnum & Bailey Cirkusz
- Blackpool Tower Circus
- Big Apple Circus
- Arlette Grüss Cirkusz
- Knie Cirkusz
- Medrano Cirkusz
- Moira Orfei Cirkusz
- Maximum Cirkusz
- Finlandia Cirkusz
- Benneweis Cirkusz
- Cirque Phénix
- Pinder Cirkusz
- Krone Cirkusz
- Roncalli Cirkusz

Circus America

## Cirkuszfesztiválok

### Nemzetközi fesztiválok
- Monte-carlói Nemzetközi Cirkuszfesztivál (1974–); Monte-Carlo, Monaco
- Holnap Cirkusza Világfesztivál (1977–); Párizs, Franciaország
- Budapesti Nemzetközi Cirkuszfesztivál (1996–); Budapest, Magyarország
- Latinai Nemzetközi Cirkuszfesztivál (1999–); Latina, Olaszország
- Massyi Nemzetközi Cirkuszfesztivál (1993–); Massy, Franciaország
- Bayeuxi Nemzetközi Cirkuszfesztivál; Bayeux, Franciaország
- Saint-paul-lès-daxi Nemzetközi Cirkuszi Artisták Fesztiválja; Saint-Paul-lès-Dax, Franciaország
- Auvergne–rhône-alpes isère-i Nemzetközi Cirkuszfesztivál; Grenoble, Franciaország
- Albacete-i Nemzetközi Cirkuszfesztivál; Albacete, Spanyolország
- Arany Elefánt Nemzetközi Cirkuszfesztivál (2012–); Girona, Spanyolország
- Vuhani Nemzetközi Akrobatikus Művészeti Fesztivál; Vuhan, Kína
- Idol Cirkuszművészeti Világfesztivál (2013–); Moszkva, Oroszország

### Ifjúsági fesztiválok
- Európai Ifjúsági Cirkuszfesztivál (1991–); Wiesbaden, Németország
- Monte-carlói Ifjúsági Cirkuszfesztivál (2012–); Monte-Carlo, Monaco
- Young Stage Nemzetközi Cirkuszfesztivál (2007, 2010–); Bázel, Svájc
- Moszkvai Nemzetközi Ifjúsági Cirkuszfesztivál; Moszkva, Oroszország

## Fordítás
- Ez a szócikk részben vagy egészben  a   Circus című angol Wikipédia-szócikk fordításán alapul.  Az eredeti cikk szerkesztőit annak laptörténete sorolja fel. Ez a jelzés csupán a megfogalmazás eredetét és a szerzői jogokat jelzi, nem szolgál a cikkben szereplő információk forrásmegjelöléseként.
- Ez a szócikk részben vagy egészben  a   Cirque című francia Wikipédia-szócikk fordításán alapul.  Az eredeti cikk szerkesztőit annak laptörténete sorolja fel. Ez a jelzés csupán a megfogalmazás eredetét és a szerzői jogokat jelzi, nem szolgál a cikkben szereplő információk forrásmegjelöléseként.